# Jimmy Banks
Pour les articles homonymes, voir Banks.
James Banks, dit Jimmy Banks (né le 2 septembre 1964 à Milwaukee dans le Wisconsin et mort dans la même ville le 26 avril 2019) était un joueur de soccer international américain qui évoluait au poste de défenseur, avant de devenir ensuite entraîneur.

## Biographie

### Carrière de joueur

#### Carrière en club
Jimmy Banks joue 136 matchs en championnat avec le Wave de Milwaukee, inscrivant 31 buts. Il réalise sa meilleure performance lors de la saison 1991-1992, où il marque 11 buts. 

#### Carrière en sélection
Jimmy Banks reçoit 37 sélections en équipe des États-Unis, sans inscrire de but, entre 1986 et 1991.
Il dispute quatre matchs rentrant dans le cadre des éliminatoires du mondial 1990, avec pour résultat deux victoires et deux nuls.
Il participe avec l'équipe des États-Unis, à la Coupe du monde de 1990. Lors du mondial organisé en Italie, il joue deux matchs : contre le pays organisateur, puis contre l'Autriche. Il s'agit de deux défaites.